# Alexander Majorov

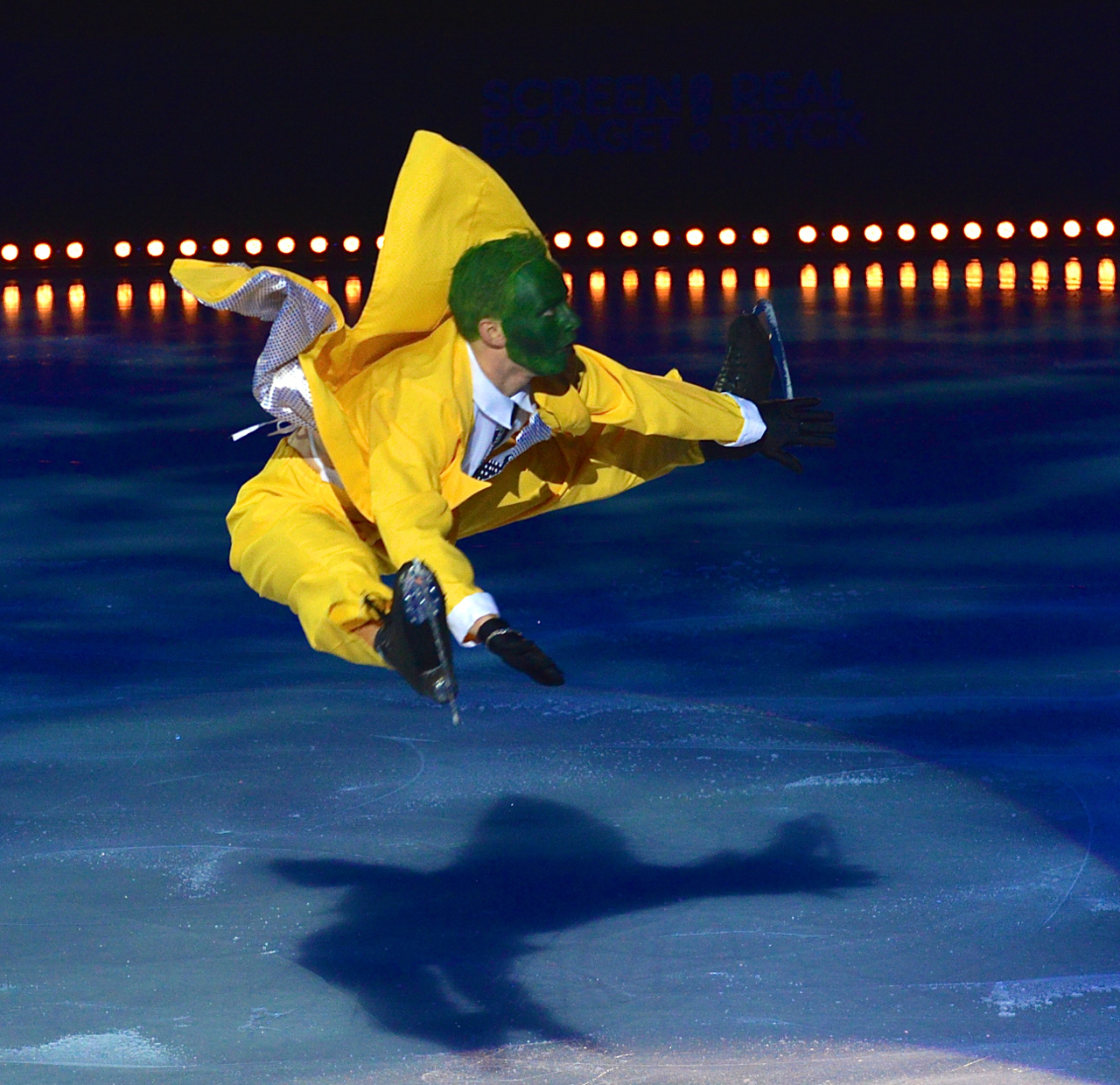
Alexander Majorov i Art on Ice i Globen 2014.

Alexander "Sasha" Majorov (ryska: Алекса́ндр Майо́ров), född 19 juli 1991 i Leningrad, Sovjetunionen, är en svensk konståkare. Han tävlade för Luleå Konståkningsklubb.

## Biografi
Majorov flyttade 1992 (vid sex månaders ålder) med sina föräldrar Alexander Majorov och Irina Majorova till Sverige och Luleå, där de startade en dans- och konståkningsskola. Alexander Majorovs far är också konståkare; han var på 1970-talet medlem av det sovjetiska landslaget. Modern har varit balettdansös. Hans yngre bror, Nikolaj Majorov, är också en konståkare.
Majorov har tränat konståkning sedan han var fyra år gammal. Han fick sin internationella seniordebut med en elfteplats vid Golden Spin of Zagreb 2007 och gjorde mästerskapsdebut med en tjugoandraplats vid europamästerskapen i Helsingfors 2009. Han vann både de nordiska och de svenska juniormästerskapen 2006 och 2007. Han blev Sveriges enda medaljör (silver) på ungdoms-OS 2007 i spanska Jaca. Vid svenska mästerskapen 2008 i Linköping blev han silvermedaljör. 
Alexander Majorov tränas av sin far, som ansvarar för hopp- och isträningen, och sin mor, som ansvarar för koreografin. Han är med i Sveriges Olympiska Kommittés "Topp- och talangprogram".
Majorov är den förste svenske konståkare som tagit medalj vid junior-VM (brons, 2011) i Sydkorea. Han är samtidigt den förste svenske konståkare som tagit medalj i ett ISU-mästerskap sedan Vivi-Anne Hultén vann brons vid VM 1937. Han kom på en sjätteplats på konståknings-EM 2013.
Majorov lade sig på en tiondeplats efter det korta programmet 13 februari 2014 på vinter-OS i Sotji. Han nådde då sitt personbästa i det korta programmet med 83,81 poäng och låg inför det fria programmet tre poäng efter bronsmedaljen. Slutplacering efter det fria programmet blev 14:e plats.
Alexander Majorov donerade i november 2015 benmärg för att rädda sin cancersjuka far.
Vid konståknings-EM i Moskva den 19 januari 2018 satte Majorov personligt rekord för det fria programmet med 154,58 poäng, vilket resulterade i en sjundeplacering, den näst bästa EM-placeringen för honom. Detta räckte dock inte för att SOK skulle bevilja honom en plats på OS 2018 i Pyeongchang.
Majorov satte med 237,79 poäng nytt svenskt totalpoängrekord för herrar i konståkning den 24 mars 2018 i Milano på VM, där han med sin 12:e plats fick sin bästa placering vid ett VM.